# Parafia św. Jakuba Apostoła w Płonnem
Parafia pw. Świętego Jakuba Apostoła w Płonnem – parafia rzymskokatolicka należąca do dekanatu dobrzyńskiego nad Drwęcą, diecezji płockiej, metropolii warszawskiej. 